# الصليبات
الصليبات منطقة ذات طابع صحراوي، بين قضاء البطحاء بمحافظة ذي قار وقضاء الخضر بمحافظة المثنى بجنوب العراق، فيها منخفض الصليبيات وهور الصليبات الذي هو مِن أقدم أهوار العراق المسمى أيضاً هور الوحاشية لقربه مِن منطقة الوحاشية التي بينها وبين الصليبات 7 كيلومترات.